# モーニングワーク
モーニングワーク（Mourning Work）とは、喪の作業（ものさぎょう）とも言われ、愛着や依存の対象を失うことを意味する「対象喪失」によって生じる深い悲しみ等心理的過程のことである。
類似語にグリーフワークがある。

## 概要
「喪の作業」の心理的過程は4段階（イギリスの精神分析学者ジョン・ボウルビィ(John Bowlby)による）
1. 第1段階：麻痺／無感覚の段階（激しくショックを受けている）
2. 第2段階：否認・抗議の段階（対象喪失を認めず、失った対象がいるように振る舞う）
3. 第3段階：絶望・失意の段階（激しい失意、抑うつの体験）
4. 第4段階：離脱・再建の段階（喪失を受け止め、立ち直る努力をはじめる）